# Litaneutria longipennis
Litaneutria longipennis är en bönsyrseart som beskrevs av Max Beier 1929. Litaneutria longipennis ingår i släktet Litaneutria och familjen Mantidae. Inga underarter finns listade i Catalogue of Life.